# A világ útvesztője és a szív paradicsoma
A világ útvesztője és a szív paradicsoma (csehül: Labyrint světa a ráj srdce) Jan Amos Komenský (latinosan Comenius) cseh író 1623-as allegorikus regénye, amely 1631-ben jelent meg. A mű a cseh klasszikus irodalom egyik első nagy alkotása.

## Előzmények
Comenius fiatalon papként működött Fulneckben, de a harmincéves háború alatt 1620-ban megfosztották tisztségétől, könyvtárát feldúlták, házát felgyújtották, kéziratai elégtek (1621). Ő maga családostul Brandeisba menekült, azonban itt nem sokkal később felesége és gyermekei elhunytak (1622). Megkeseredett állapotban írta Az árvaságról és A világ útvesztője és a szív paradicsoma című könyveit (1623).
Utóbbi mű célja bebizonyítani „hogy ezen a világon és minden dolgaiban egyéb sincs, mint tévelygés és tántorgás, tülekedés és törtetés, csalárdság és álnokság, nyomorúság és bánat, s a vége mindennek csömör és csüggedés.” Ehhez az egyébként fiatal szerző enciklopédikus részletességgel kalauzolja végig az olvasót az emberi élet terein, és fáradságot nem kímélve gyűjti össze a lehető legkülönbözőbb területekről a bizonyítékokat állításának igazolására. A könyvben marginális jegyzetek utalnak azokra a személyekre, fogalmakra, amelyek a főszövegben csak allegorikusan jelennek meg.

## A mű tartalma
|  | Alább a cselekmény részletei következnek! |

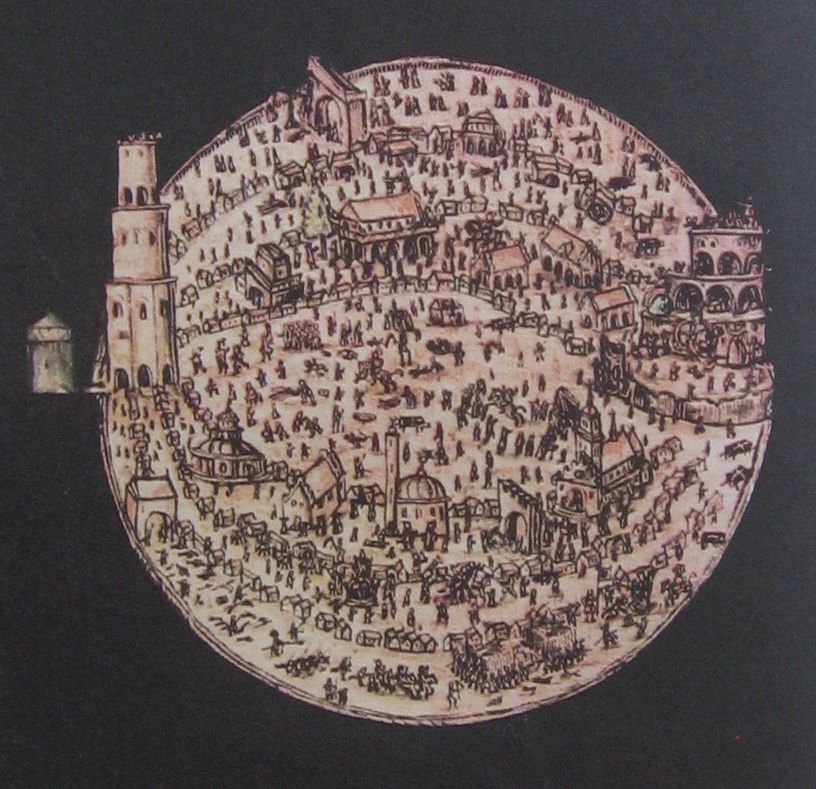
A Világ rajza az 1623-as kéziratból

A szerző egyes szám első személyben („Vándor”) beszéli el egy képzeletbeli városban tett útját, amely a szélesebb értelemben vett Világot jelenti. A mű elején a Vándor utal rá, hogy amikor felnőtt, megfelelő élethivatást akart választani magának, különböző dolgokba bele is fogott, de hamar otthagyta őket. Végül eltökélte, hogy szisztematikusan végigjárja a Világot, és részletesen megismerkedik az összes foglalkozással, életkörülménnyel.
Hamarosan két kísérő is mellé szegődik, a kíváncsiságot jelképező Mindenleső, illetve Bódulat. Utóbbi egy szemüveget tesz a Vándor szemére, amely megrontja a tekintetet, hogy a szemlélő ne lássa a dolgok valódi természetét. A szemüveg azonban véletlenül kissé ferdén lett feltéve, ezért a Vándor részben kilát fölötte. Ebből adódik, hogy kétféleképpen (látszat és valóság) tudja a dolgokat szemlélni.
Ezt követően a Világba kerülnek, amelyet egy hatalmas, árkokkal körülvett város jelképez. A város egyik oldalán a semmiből jönnek be az újszülöttek, akiknek a Végzet jelöli ki hivatásaikat, de a Vándorral kivételt tesz, és megengedi, hogy önmaga választhassa ki a neki tetsző életpályát. A Vándor módszeresen végigjárja a város különböző utcáiban csoportosult élethivatásokat (házasok tudósok, filozófusok, alkimisták, orvosok, teológusok, hivatalnokok, katonák), és bejut a város túlsó felén lévő Fortuna (szerencse) Várába is. Ide a legtöbb embernek nem sikerül feljutnia, hiszen ez a kiváltságosok helye. A Várban három emelet van, ahol a pénz, a gyönyör, és a hatalom rabjai laknak. A vár tetején egy külön bástya jelképezi a világ tetejét: akiknek sikerül ide kerülniük, azok megkapják a hírnevet. Néhányuknak megadatik a legmagasabb fokú dicsőség: tetteiket feljegyzik és bekerülnek a történelembe.
Mindezek azonban nem tetszenek a vándornak, mert látja a dolgok valódi oldalát, a teljes zűrzavart, a rengeteg ellenségeskedést, a botrányokat, az élet nehézségeit, az emberek egy részének együgyűségét, másoknak hamisságát, erőszakosságát, kegyetlenségét, gőgösségét, álszentségét, kapzsiságát, kéjvágyát – egyszóval minden elképzelhető rossz tulajdonságukat. Kérdéseire nem kap megfelelő válaszokat, kísérői rosszallják, hogy nem fogadja el a hivatalos válaszokat – főleg, hogy saját ítélőképessége van. Leginkább azonban az rémíti meg, hogy mind a köznép között, mind Fortuna Várában folyamatosan öldösi nyilaival az embereket a Halál, senkinek sem kegyelmez. A holtakkal pedig nem törődnek az emberek, hanem kihajítják őket a várost körbevevő külső sötétségbe.
A Vándor útja során eljut a Világ Királynőjéhez, a Bölcsességhez, azonban róla és környezetéről is kiderül, hogy pontosan az ellenkezői annak, amit magukról állítanak. Megjelenik a bibliai Salamon király, aki feltárja a valódi igazságokat, de végül őt is legyőzik a testiség és misztikumok segítségével. Végül a Vándor megrendül, már nem kívánja az életet. A Halottak Birodalmának megtekintésekor azonban eltűnik Bódulat nevű kísérője (a Vándor szembesül a végső igazsággal), majd később Mindenleső is (a vándor mindent megismert). Már semmire sem kíváncsi, egyedül maradva teljesen összeomlik, de szívében Istenre talál.
|  | Itt a vége a cselekmény részletezésének! |

## Értékelése
Stromp László, az 1905-ös fordítás készítője szerint „kísértések, háborúságok – bárha más formában – ma is környékezik a hívő lelkeket, s bizony, ha magunkba szállunk, be kell vallanunk, hogy tusakodásunk vagyon nekünk is, sőt éppen mai korunkban nagyon is erős tusakodásunk vagyon e világgal, az e világnak ezernyi csábjaiban kísértő gonosszal. Meg akarsz állani, atyámfia? Hát én nem tudok neked a Biblia után jobb vezetőt és tanácsadót ajánlani, mint e könyvecskét, amelyet szerzője, kísértések között, maga és mások erősítésére és vigasztalására írt. – Olvasd csak figyelemmel, ha belékezdtél, tudom, le sem teszed, míg egészen ki nem olvastad. S azt is tudom, lelked olyasvalamit fog majd érezni, mint a virág, amelyre harmat hullott.”
Az 1977-es magyar fordítás így értékeli a művet: „Az allegorikus mű két egymással szervesen összefüggő részből áll: a világ útvesztőjéből, amely a harmincéves háború viharos korának társadalmi visszásságairól ad hiteles képet, és a szív paradicsomából, ahová a világ útvesztőjében elcsüggedt vándor visszavonul, és megnyugvást talál a hitnek egy tisztult, ideális formájában. A több mint három évszázados írás ma is megkapja az olvasót egyfelől kíméletlen igazmondásával, másfelől őszinte bizakodásával, amely korának megfelelően nem irányulhatott másra, mint Istenre.”

## Magyar fordításai
- Koménius János Ámos: Világ labirintusa és szív paraditsoma; ford. Rimány István; Wéber Ny., Pozsony, 1805
- Komenius Ámos János: Világ útvesztője és szív paradicsoma; magyar nyelvre átdolg. Stromp László; Wigand, Pozsony, 1905.
- A világ útvesztője; ford. Dobossy László, utószó, jegyz. Komor Ilona; Magyar Helikon, Budapest, 1961.
- A világ útvesztője és a szív paradicsoma; ford. Dobossy László, Mayer Judit, tan., jegyz. Komor Ilona; 2. kieg. kiad.; Európa, Budapest, 1977.
- A világ útvesztője és a szív paradicsoma; Dobossy László, Mayer Judit ford. alapján; jav. kiad.; Aquarius Kulturális Alapítvány, Úny, 2018.